# ردسییا دل کامینو
ردسییا دل کامینو (به اسپانیایی: Rebolledo de la Torre) یک شهرستان در اسپانیا است.